# 丸山総合公園 (上市町)
丸山総合公園（まるやまそうごうこうえん）は、富山県中新川郡上市町にある公園である。

## 概要
敷地面積20haの上市町郊外の山麓にある公園で、上市川の河岸段丘上に広がる。自然とスポーツを楽しめることをコンセプトとした公園である。　
野球場、テニスコート、総合体育館、サッカーや陸上競技に使用できる多目的広場、雨でもゲートボールができる屋内多目的広場などのスポーツ施設がある。
また、ソリを使って滑り降りる人工芝ゲレンデやバーベキュー広場には小さな子が遊べる複合遊具、芝生広場も設置されており、ファミリー層も楽しめる。

## 沿革
- 1983年7月7日 - 都市計画決定（当初は1981年2月5日決定予定であった）[3]。
- 1991年10月 - 野球場が完成[4]。
- 1998年10月 - 多目的広場が完成[5]。

## 営業時間・休園日
- 平日：午前9時～午後9時まで(野球場、多目的広場は日没まで）
- 日曜日及び休日：午前9時～午後5時まで

- 休園日：月曜日（月曜日祭日時はその翌日）
- 12月29日～翌年1月3日の間

## 地質
丸山運動公園は、上市川の河岸段丘上に設置された公園である。富山県の新川地方は他にも魚津市の魚津桃山運動公園、黒部市の宮野運動公園など河岸段丘上の運動公園が多い。

## 周辺施設
- 立山寺

## アクセス
富山地方鉄道本線上市駅から上市町営バス白萩線に乗る。